# Sever Sant
|  | Aquest article tracta sobre l'escriptor romà. Si cerqueu sant i bisbe de Barcelona, vegeu «Sever de Barcelona». |

Sever Sant, en llatí Severus Sanctus, fou un escriptor romà que va florir al començament del segle v. Va escriure una pastoral en versos alternats de considerable mèrit en 132 línies en metre coriàmbic titulada Severi Rhetoris et Poetae Christiani Carmen Bucolicum. De la personalitat de l'autor es coneix molt poc. Ausoni l'esmenta com el seu parent i Sidoni Apol·linar anomena al seu amic "Sanctus" bisbe de Bordeus, però que podria no ser el mateix personatge.